# Таилсон (футболист)
Таилсон Пинту Гонсалвеш (порт. Tailson Pinto Gonçalves, более известный, как Таилсон порт. Tailson; род. 5 марта 1999, Санту-Андре, Сан-Паулу) — бразильский футболист, нападающий клуба «Сантос».

## Клубная карьера
Таилсон — воспитанник клубов «Мауансе» и «Сантос». 5 октября 2019 года в матче против «Васко да Гама» он дебютировал в бразильской Серии A в составе последних. В этом же поединке нападающий забил свой первый гол за «Сантос». В 2021 году для получения игровой практики Таилсон на правах аренды перешёл в «Коритиба». 28 марта в поединке Лиги Паранаэнсе против «Кашкавеля» дебютировал за основной состав. 6 июня в матче против «Ботафого» он дебютировал в бразильской Серии B. 
Летом 2021 года Таилсон перешёл в «Наутико» на правах аренды. 15 августа в матче против «Аваи» он дебютировал за новый клуб. По окончании аренды игрок вернулся в Сантос.